# Stegesundet

Stegesundet är ett smalt sund mellan Skarpö och Stegesund utanför Vaxholm i Stockholms skärgård. Sundet kantas av värdefull sommarhusbebyggelse från sekelskiftet. Sundet trafikeras av Waxholmsbolaget och Cinderellabåtarna som anlöper Hästholmen, och av mindre båtar som upprätthåller trafik mellan Vaxholm och de närbelägna öarna.

## Bilder

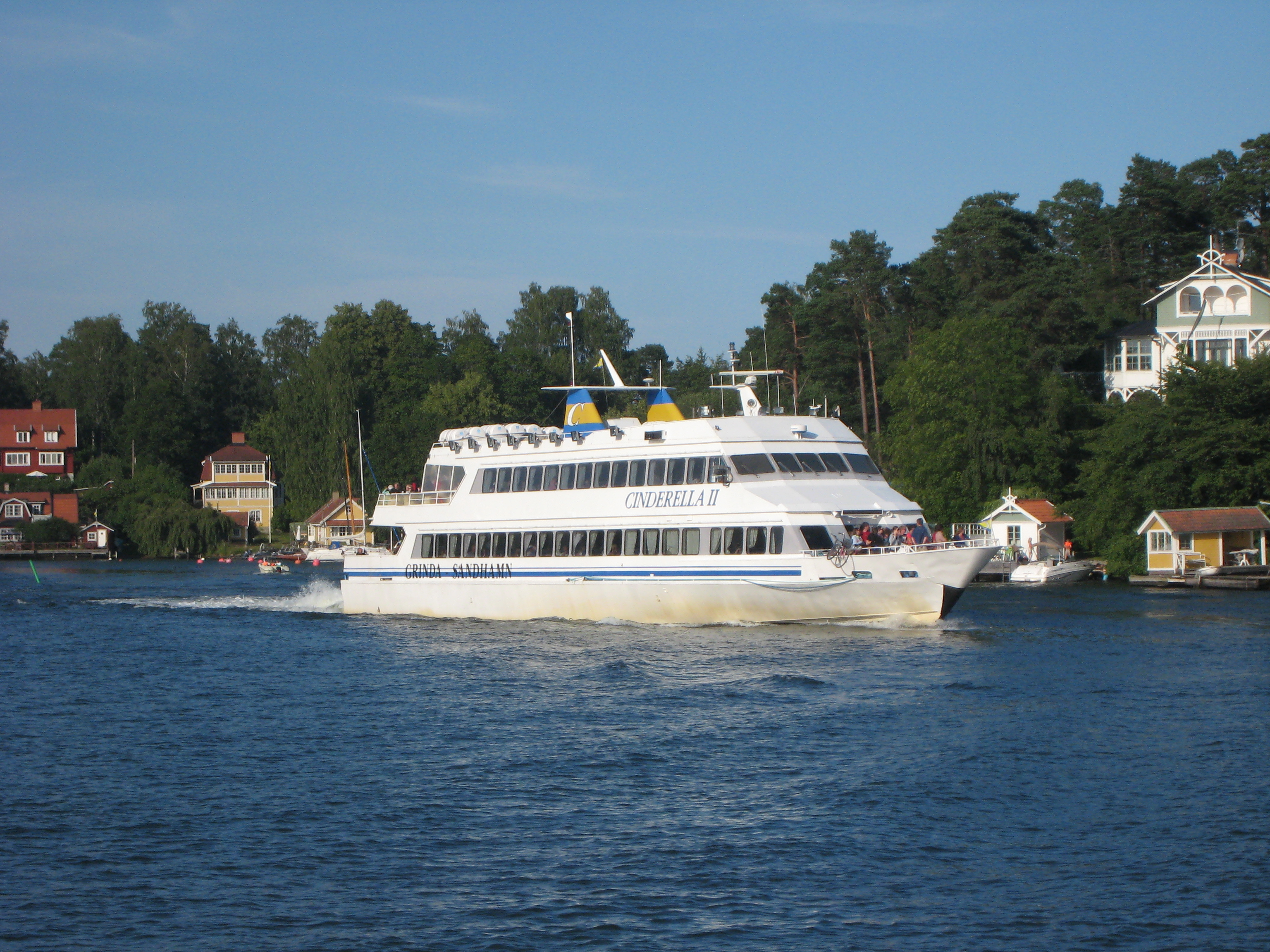
Cinderella II i Stegesundet.
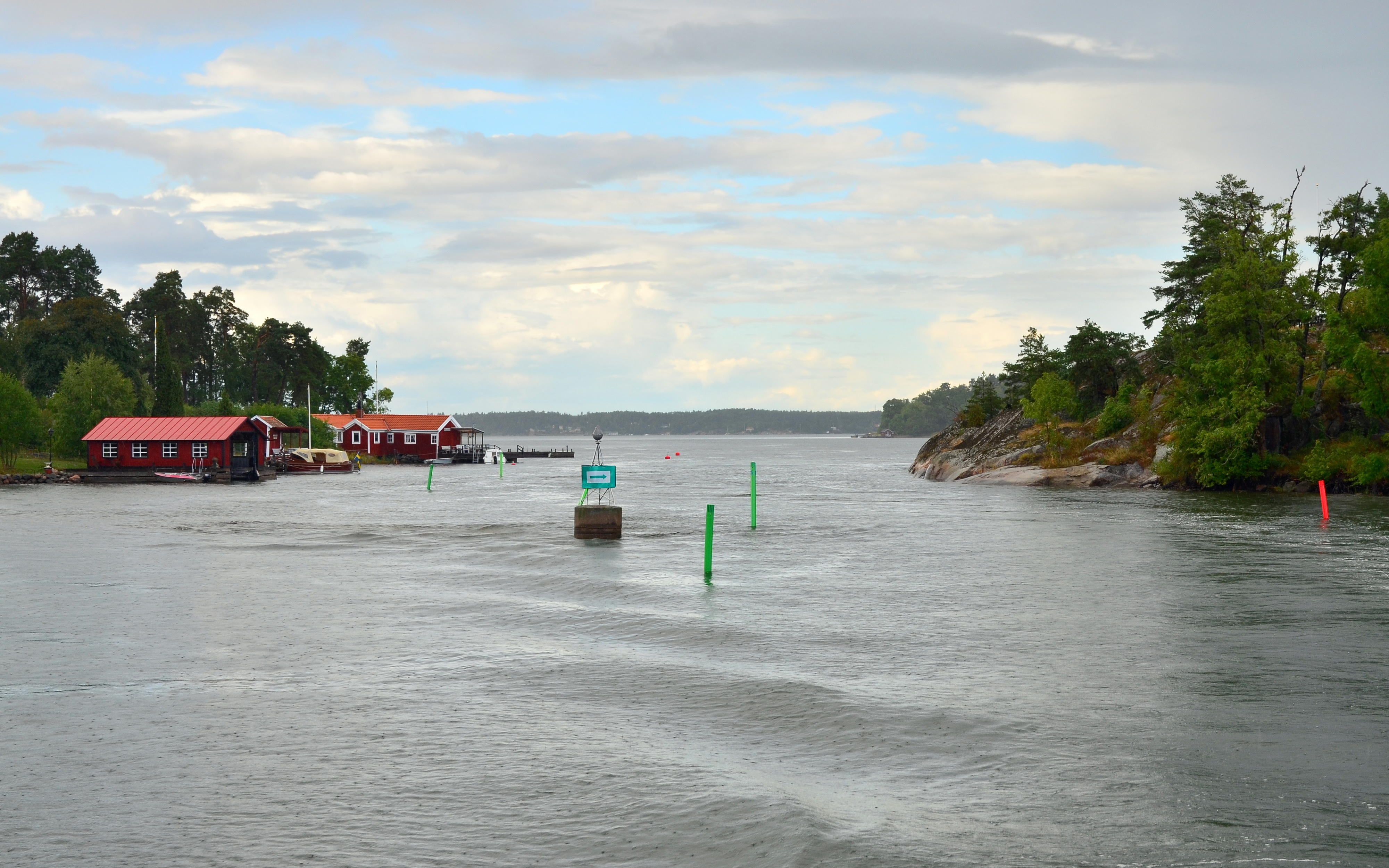
Stegesundet. Västra sidan av sundet är relativt grunt varför farleden följer Skarpösidan av sundet.
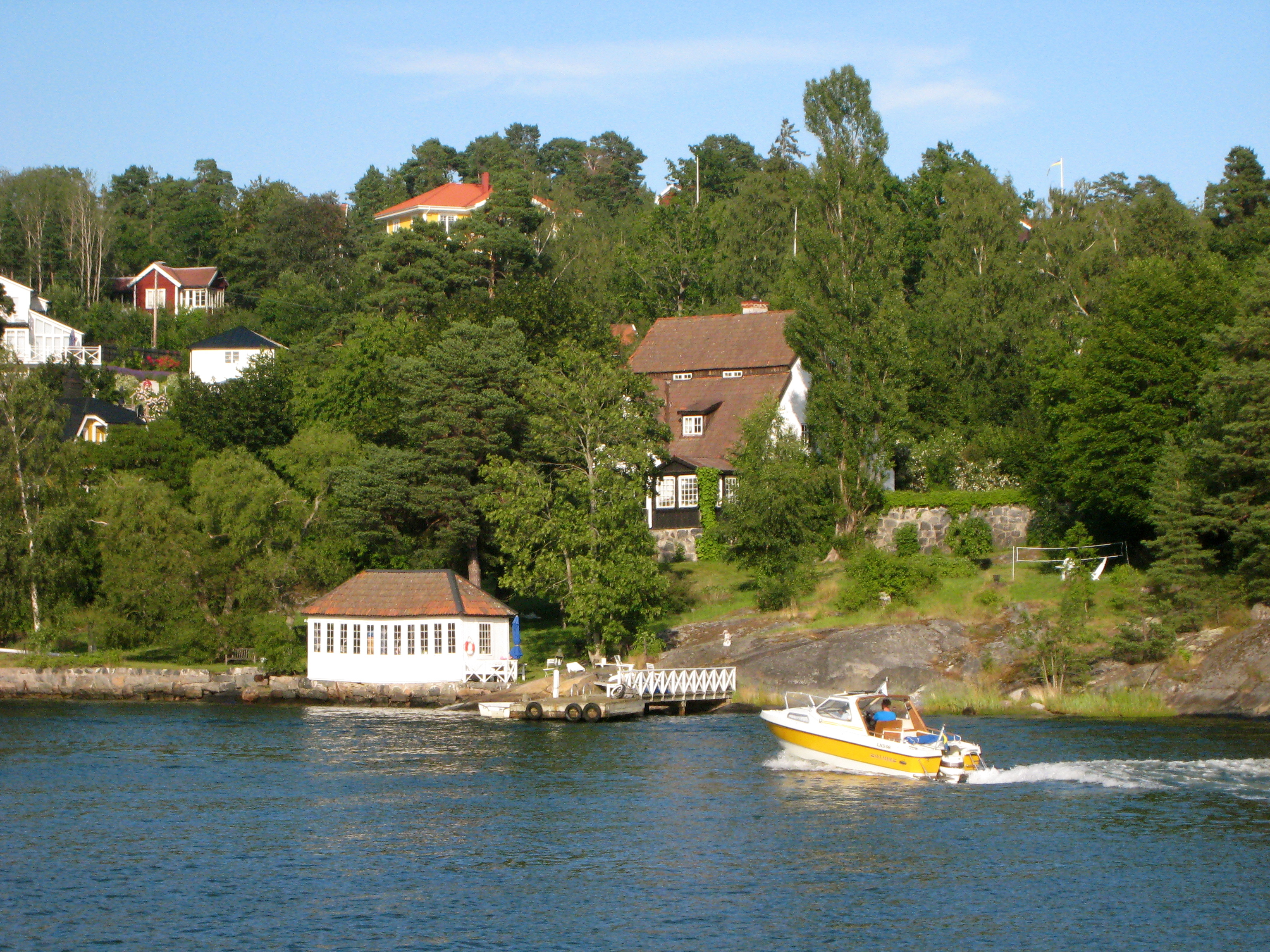
Skarpösidan av sundet.